# Navka Planitia
Navka Planitia is een laagvlakte op de planeet Venus. Navka Planitia werd in 1982 genoemd naar Navka, een zeemeermin uit de Slavische mythologie.
De laagvlakte heeft een diameter van 2100 kilometer en bevindt zich in het gelijknamige quadrangle Navka Planitia (V-42).